# Harpegnathos saltator
A formiga-saltadora-de-jerdon (Harpegnathos saltator) é uma espécie de formiga capaz de pular de 30 cm a 45 cm, sincronizando seus pares de patas do meio e de trás.